# Enicospilus baeus
Enicospilus baeus là một loài tò vò trong họ Ichneumonidae.